# パク・ソニョン (女優)
パク・ソニョン（1976年8月21日 - ）は韓国の女優。パク・ソンヨンとも表記される。
テレビドラマ『情けのために』、『真実』、『お熱いのがお好き』、『オー！必勝ボン・スニョン』など多数の作品に出演。コメディ、シリアス、時代劇など、多彩なジャンルで活動している。

## 略歴
1996年、スーパータレント大会で大賞を受賞し、芸能界デビュー。同年、KBS演技大賞で新人賞を受賞。
2002年、短編映画『ムッチマファミリー』で教会姉妹役を演じ、映画デビュー。
2011年、外交通商部の所属で李明博大統領の通訳官であるキム・イルボムと、7年間の交際を経て結婚した。

## 出演

### 映画
- ムッチマ・ファミリー（朝鮮語版）（2002年） - ジュヒ役[2]
- 純愛中毒（朝鮮語版）（2002年） - イェジュ役[3]
- 僕は彼女をはなさない（朝鮮語版）（2003年） - ユニ役[4]
- 鋼鉄の雨（2017年） - カン・ジヘ役[5]
- ときめき♡プリンセス婚活記（朝鮮語版）（2018年） - ヨン嬪役[6]
- 12番目の容疑者（朝鮮語版）（2019年） - チャン・ソンファ役[7]

### テレビドラマ
- 白いタンポポ（朝鮮語版）（1996年、KBS） - イ・ハヨン役[8]
- 情のために（朝鮮語版）（1997年-1998年、KBS） - ホン・ソンミ役[9]
- 明日に向かって撃て（1998年、MBC） - イ・スヨン役[10]
- 約束（朝鮮語版）（1999年、SBS） - オ・ミニョン役[11]
- 日ごとに幸せ（朝鮮語版）（1999年-2000年、MBC） - ナ・グミ役[12]
- 真実（朝鮮語版）（2000年、MBC） - イ・シニ役[13]
- お熱いのがお好き（朝鮮語版）（2000年、MBC） - イ・ヨノク役[14]
- 母よ姉よ（朝鮮語版）（2000年、MBC） - ヘンジャ役[15]
- 華麗なる時代（朝鮮語版）（2001年、SBS） - オ・ミンジュ役[16]
- かわいい彼女（朝鮮語版）（2001年、KBS） - ハン・スリ役[17]

- 張禧嬪［チャン・ヒビン］（2002年、KBS） - 仁顕王后役[18]
- 王の女（2003年、SBS） - 金尚宮役[19]
- オー！必勝（朝鮮語版）（2004年、KBS） - ノ・ユジョン役[20]
- 18・29〜妻が突然18才!?（2005年、KBS） - ユ・ヘチャン役[21]
- 悲しみよ、さようなら（朝鮮語版）（2005年-2006年、KBS） - チャン・ソヨン役[22]
- 101回目のプロポーズ（2006年、SBS） - ハン・スジョン役[23]
- 冬鳥（2007年、MBC） - パク・ヨンウン役[24]
- ソル薬局の息子たち（2009年、KBS） - イ・スジン役[25]
- 強力班〜ソウル江南警察署〜（朝鮮語版）（2011年、KBS） - ホ・ウンニョン役[26]
- キムチ〜不朽の名作〜（朝鮮語版）（2012年、Channel A） - ファン・グミ役[27]
- あなたなしでは生きられない（朝鮮語版）（2012年、MBC） - ミン・ジス役[28]
- 狂気の愛（朝鮮語版、英語版）（2013年、tvN） - ウンジュ／ユン・ミソ役[29]
- 嵐の女（朝鮮語版）（2014年-2015年、MBC） - ハン・ジョンイム/グレース・ハン役[30]
- チャン・ヨンシル 〜朝鮮伝説の科学者〜（2016年、KBS） - ソヒョン王女（ガヒョン）役[31]
- 超人ファミリー（朝鮮語版）（2017年、SBS） - メン・ラヨン役[32]
- 一緒に暮らしませんか?（朝鮮語版）（2018年、KBS） - パク・ソナ役[33]
- 夫婦の世界（2020年、JTBC） - コ・イェリム役[34]
- アンクル～僕の最高のおじさん～（朝鮮語版、英語版）（2021年-2022年、TV朝鮮） - パク・ヘリョン役[35]
- 禁婚令、朝鮮婚姻禁止令（2022年、MBC） - ソ・ウンジョン役[36]